# AN/PEQ-2

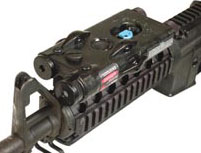
Un mirino AN/PEQ-2A su un fucile M4

L'AN/PEQ-2 è un mirino laser per i fucili d'assalto dotati di Picatinny rail.
Prodotto dalla Insight Technology, è un military standard utilizzato dalle forze armate degli Stati Uniti ed incluso nel kit SOPMOD.

## Caratteristiche
Il mirino AN/PEQ-2 ha due emettitori laser all'infrarosso; il primo raggio laser, più stretto, serve per mirare il bersaglio mentre l'altro, ampio, serve per "illuminare" la zona circostante. I raggi laser possono essere visti soltanto per mezzo di un visore notturno.
Ogni singolo laser può essere regolato indipendentemente, grazie a sei diverse configurazioni:
| Modalità | Indicatore | Laser di mira   | Laser d'illuminazione |
| -------- | ---------- | --------------- | --------------------- |
| 0        | OFF        | off             | off                   |
| 1        | AIM LO     | bassa intensità | off                   |
| 2        | DUAL LO    | bassa intensità | bassa intensità       |
| 3        | AIM HI     | alta intensità  | off                   |
| 4        | DUAL LO/HI | alta intensità  | bassa intensità       |
| 5        | DUAL HI    | alta intensità  | alta intensità        |

Il pulsante per la regolazione dei due laser non li mette in funzione; per accenderli vi è un interruttore separato in cima al dispositivo.
Il mirino è resistente all'acqua fino a 20 m di profondità e funziona con due pile alcaline. Esistono anche alcune varianti per il mercato civile.